# Bik Bok
Bik Bok är en klädkedja som är grundad i Norge och som ägs av den norska Varner-Gruppen. Butiker finns i Norge, Sverige och Finland samt e-handel. Bik Bok riktar sig till kvinnor. Kollektionen består av säsongsbaserade kollektioner tillsammans med basprodukter.
99 % av Bik Boks medarbetare är kvinnor och kläderna är designade i Norge.

## Tidig historia
Klädmärket Bik Bok startades 1973 av investeraren Ola Mæle, Skule Eggum, Kenneth Sandvold Karstein Gjersvik och Ola Kongshaus. Deras koncept var att göra moderiktiga kläder för unga kvinnor till ett rimligt pris. År 1978 öppnades första butiken i Oslo och i Sverige öppnades den första butiken 1999 i Stockholm.
Den första verksamhetsåret hade Bik Bok en omsättning på 150 miljoner norska kronor, och efter tre år nådde man en omsättning på drygt 1 miljard.